# Eucharia hebe
Eucharia hebe är en fjärilsart som beskrevs av Carl von Linné 1767. Eucharia hebe ingår i släktet Eucharia och familjen björnspinnare. Inga underarter finns listade i Catalogue of Life.